# Pycreus nitidus
Pycreus nitidus är en halvgräsart som först beskrevs av Jean-Baptiste de Lamarck, och fick sitt nu gällande namn av Jean Raynal. Pycreus nitidus ingår i släktet Pycreus och familjen halvgräs. Inga underarter finns listade i Catalogue of Life.